# Пакенем, Уильям Кристофер
Сэр Уильям Кристофер Па́кенем (встречается написание «Пэкинхэм»; англ. Sir William Christopher Pakenham, KCB, KCMG, KCVO, 10 июля 1861 — 28 июля 1933, Сан-Себастьян) — британский адмирал
Уильям Пакенем был вторым сыном Томаса Пакенема (англ. Thomas Pakenham, KCB, KCMG, KCVO).
В 1874 году он был зачислен кадетом на борт учебного судна «Британия» (англ. HMS Britannia).
В 1876 году в чине мичмана Пакенем был переведён на корабль «Монарх» (англ. HMS Monarch) Средиземноморского флота.
Пакенема отличало умение хорошо плавать, что помогло ему при спасении человека упавшего за борт около побережья Кипра в августе 1878 года и при подобном случае произошедшем через несколько лет в Киле, когда человек упал с борта «Калипсо».
В октябре 1880 года Пакенем был произведён в чин младшего лейтенанта. В апреле 1883 года переведён на корабль «Канада» (англ. HMS Canada). В октябре того же года он был произведен в чин лейтенанта.
В июне 1896 года Пакенем был произведён в чин коммандера и с августа 1899 года по март 1901 года служил в военно-морской разведке.
Будучи переведён для службы в Китай, Пакенем 30 июня 1903 года был произведён в чин капитана.
С апреля 1904 года по май 1906 года Пакенем занимал должность военно-морского атташе в Токио. Во время русско-японской войны он принимал участие в сражении при Цусиме на борту броненосца «Асахи». За проявленную храбрость 24 июня 1905 года он был награждён орденом Бани кавалерского креста, а 18 апреля 1906 года — японским орденом Восходящего солнца 2-й степени.
Командуя крейсером «Энтрим» (англ. HMS Antrim), Пакенем сопровождал короля Эдуарда VII в Ирландию и был награждён в 1907 году Королевским Викторианским орденом.
С 9 декабря 1911 года по декабрь 1913 года Пакенем занимал должность четвертого лорда Адмиралтейства и одновременно в 1912—1913 годах — должность адъютанта короля Георга V.
С производством 4 июня 1913 года в чин контр-адмирала он был назначен командиром 3-й эскадры линейных крейсеров.
В 1916 году Пакенем командовал 2-й эскадрой линейных крейсеров и на борту линейного крейсера «Новая Зеландия» (англ. HMS New Zealand) принял участие в Ютландском сражении 31 мая 1916 года. Он был награждён орденом Бани командорского креста.
19 июня 1917 года сэр Уильям был назначен командующим линейными крейсерами с производством 1 сентября 1918 года в чин вице-адмирала. Во время посещения королём Георгом V флота он был награждён Королевским Викторианским орденом командорского креста.
После окончания Первой мировой войны сэр Уильям занимал в 1919—1920 годах должность президента Королевского военно-морского колледжа. 6 апреля 1922 года он был назначен главнокомандующим военно-морскими силами в Северной Атлантике и Вест-Индии с флагом на корабле «Рейли» (англ. HMS Raleigh). В 1925 году сэр Уильям был награждён орденом Бани большого рыцарского креста и 7 февраля 1930 года назначен герольдмейстером ордена Бани.